# بريت هاريلسون
بريت هاريلسون (بالإنجليزية: Brett Harrelson)‏ هو ممثل أمريكي، ولد في 4 يونيو 1963 في مدلاند في الولايات المتحدة.

## أعمال

### أفلام
- (1996) الشعب ضد لاري فلينت[4]
- (1999)  تكساس بلود موني

## وصلات خارجية
- بريت هاريلسون على موقع IMDb (الإنجليزية)
- بريت هاريلسون على موقع ألو سيني (الفرنسية)
- بريت هاريلسون على موقع أول موفي (الإنجليزية)
- بريت هاريلسون على موقع قاعدة بيانات الأفلام السويدية (السويدية)
- بريت هاريلسون على موقع قاعدة بيانات الفيلم (الإنجليزية)
- بريت هاريلسون على موقع كينوبويسك (الروسية)